# ريتشارد سيبر
ريتشارد سيبر (بالألمانية: Richard Seeber )‏ (و. 1962  م) هو سياسي نمساوي، ولد في إنسبروك، هو عضوٌ في حزب الشعب الأوروبي، وحزب الشعب النمساوي.

## مناصب
تولى منصب عضو في البرلمان الأوروبي (14 يوليو 2009–30 يونيو 2014)
- عضو في البرلمان الأوروبي (20 يوليو 2004–13 يوليو 2009).[1]

## التعليم
تعلم في جامعة إنسبروك.